# 江戸通泰
江戸 通泰（えど みちやす）は、戦国時代の武将。常陸江戸氏6代当主。常陸国水戸城主。

## 出自
常陸江戸氏は常陸の国人。藤原北家魚名流とされる藤原秀郷の後裔・川野辺氏の支流である那珂氏の傍流。

## 略歴
文明18年（1486年）、江戸通雅の子として誕生。永正7年（1510年）、父が没すると兄・通則も先だって死去していたため家督を継いだ 。
佐竹義舜に従属して常陸南部に勢力を広げる。永正の乱では義舜と共に足利高基を古河公方に擁立して小田氏などと戦った。大永4年（1524年）には大掾忠幹や鹿島氏重臣・松本政信（右馬）と結んで鹿島義幹を攻め義幹を下総国に追放、通泰の姪婿・通幹（大掾忠幹の実弟）を鹿島氏当主に送り込み 、鹿島郡進出を図った。
天文元年（1532年）、大洗の小幡義清を滅ぼし、その城を奪っている。しかし、鹿島郡への進出は後に大掾氏と敵対したために、その野望を十分に果たす事は出来なかった。
天文4年（1535年）、死去。享年50。